# Ecología profunda
La ecología profunda es una rama de la filosofía ecológica que considera a la humanidad parte de su entorno, proponiendo cambios culturales, políticos, sociales y económicos para lograr una convivencia armónica entre los seres humanos y el resto de los seres vivos.
Establece ciertas normas que se apoyan en una visión de la naturaleza con una noción de la realidad y el lugar que ocupamos como individuos en el planeta. Considera que los seres humanos no tienen derecho a pasar por encima de la diversidad, únicamente para satisfacer sus necesidades vitales.
| |
| Ecología profunda: - Equilibrio entre ser humano y naturaleza. - Límite de recursos naturales, propuesta de una ciencia integral y abierta. - Revisión de las pautas del crecimiento económico - Discurso austero, mayor contacto con otras formas de consumo e intercambio. - El hombre al servicio de la tierra. Paradigma dominante:[cita requerida] - Naturaleza como obstáculo al progreso. - Ciencia dominante, primacía de la razón humana. - Crecimiento ilimitado como condición de bienestar. - Consumismo - La tierra al servicio del hombre. |

## La ecología profunda y los movimientos ambientales
Los movimientos ambientales modernos incluyen una diversidad de filosofías fundamentales. Todos ellos plantean críticas al modelo industrial de nuestra sociedad, considerado parcial o totalmente responsable de la crisis ecológica que hoy padecemos. La ecología profunda es uno de los movimientos que radicalmente se opone al actual modelo. Las voces del ecologismo son múltiples y entre ellas podemos encontrar:
- Los conservacionistas y preservacionistas, que están basados en una visión antropocéntrica. El ambiente y la naturaleza debe ser usado y protegido al mismo tiempo. Para esta corriente, la naturaleza no tiene derechos más allá de que sirve los intereses de los seres humanos.

- Ecología social y ecofeminismo están relacionados con demandas propias del siglo XX, en el período llamado posmodernismo. Solucionarían los conflictos ambientales conciliando los conflictos en las relaciones humanas.

- Ecología reformista es la lucha contra la contaminación y la disminución o desaparición de recursos bajo un enfoque pragmático. En algunos simpatizantes, se ve incluso como una oportunidad de mercado para el capitalismo.

Esta rama de la ecología ha influenciado a otros grupos ambientalistas, dentro de los cuales destacan los prístinos y los que apoyan a la ecología espiritual, además de que ha tenido gran influencia dentro de ecología como ciencia.

## Origen y posiciones ideológicas
La expresión ecología profunda fue acuñada en 1973 por Arne Naess, como un término teórico, pero se transformó posteriormente en un movimiento. Para Naess son puntos centrales:
1. El ser humano en armonía con el medio; no por encima, sobre o fuera de este.
2. La igualdad biocéntrica; todas las cosas naturales, los ecosistemas, la vida, etc., tienen derecho a existir. Independiente de su grado de autodeterminación.
3. Derecho a la diversidad cultural.

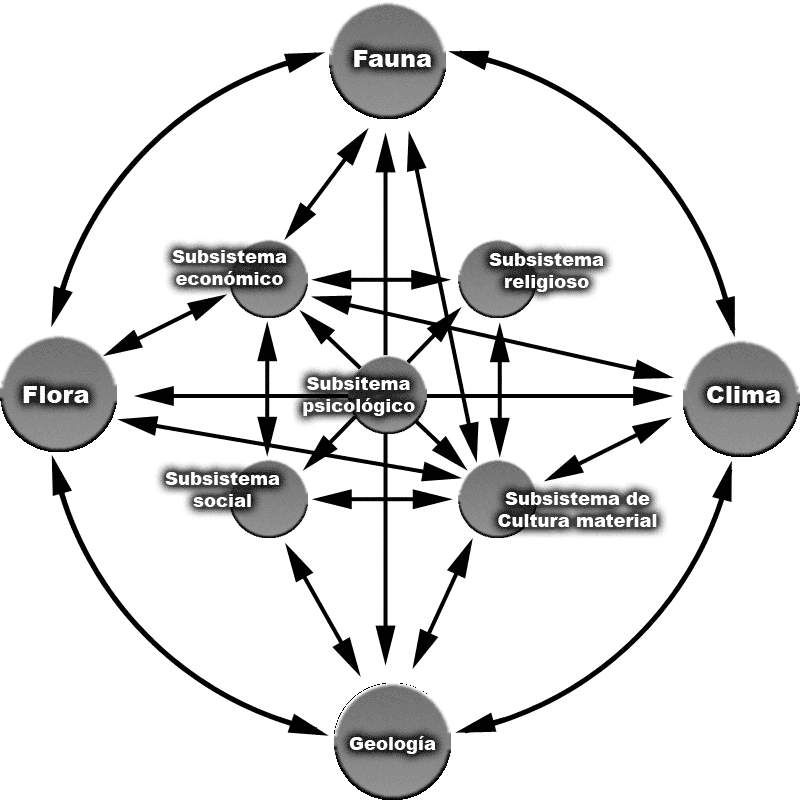
Sistema ambiental.

Actualmente la ecología profunda se mide contra la llamada ecología reformista, que es la que ha logrado mayor incidencia en los debates contemporáneos debido a la altura de muchos de sus simpatizantes; incluso logrando en muchos países estar sus miembros insertos plenamente en el poder político y empresarial. Sin embargo, su núcleo de acción se da en el mundo anglosajón, siendo casi inexistente en el resto del orbe.
La ecología profunda tiene como premisa una integración total de la persona-en-naturaleza. No está ni por encima ni fuera de la naturaleza. Por la misma razón, también cuestiona fuertemente las grandes decisiones político-económicas, siendo muchos de sus adherentes personas que se perfilan en grupos políticos de propuestas.
El concepto fue desarrollado más tarde por Bill Devall y George Sessions al publicar en 1985 el libro Deep Ecology. Otro autor que está integrado en esta corriente es Fritjof Capra.
Tiene una cosmovisión holística, con una ética ecocéntrica y en ocasiones tienden a ser feministas e igualitarios.

## Principios
Los defensores de la ecología profunda consideran que el mundo no existe como un recurso libremente explotable por los humanos. La ética de la ecología profunda sostiene que todo  es superior a cualquiera de sus partes. Se proponen ocho puntos o principios que ayudan a comprender su posición:

1. El bienestar y florecimiento de toda vida humana y no humana sobre la tierra tienen un valor en sí mismos (valor intrínseco). Estos valores son independientes de la utilidad que proporcione el mundo no-humano a los fines humanos.
2. La riqueza y diversidad de formas de vida contribuyen a la realización de estos valores, y a su vez son valores en sí mismos.
3. La humanidad no tiene derecho a reducir esta riqueza y diversidad excepto para satisfacer sus necesidades vitales básicas.
4. El desarrollo de la vida humana y de su cultura es compatible con un sustancial decrecimiento de la población humana actual. El desarrollo libre de la vida no-humana requiere necesariamente ese decrecimiento.
5. La interferencia actual del hombre en el mundo natural no-humano es excesiva, y la situación está empeorando rápidamente.
6. Por tanto las políticas actuales han de ser cambiadas. Estas políticas afectarán a la economía básica, a la tecnología y a las estructuras ideológicas. Los temas resultantes de estas políticas serán muy diferentes a los actuales.
7. El cambio ideológico está principalmente relacionado en apreciar la calidad de la vida muy por encima del intento de conseguir para sí un mayor nivel de vida basado en el consumo desmedido y la acumulación material de bienes. Existirá una profunda conciencia de la deferencia entre grande (cantidad) y grandioso (cualidad).
8. Aquellos que suscriban estos puntos tienen la obligación de, directa o indirectamente, intentar aplicar los cambios necesarios.

## El nuevo paradigma: ecología humana profunda y pensamiento sistémico
Para Fritjof Capra la ecología profunda hace parte del nuevo paradigma, de una visión holística del mundo, en la que se pasa de la concepción del universo como máquina, a verlo como una red de relaciones, lo que implica pensamiento sistémico para su comprensión. Además, se considera desde aquí, al humano y el ambiente que ha construido, como partes de la naturaleza, los ecosistemas y el ambiente. Desde este pensamiento sistémico, y el paradigma de las relaciones expuesto por Capra, ha emergido una rama denominada Ecología Humana Profunda, una nueva mirada filosófica que subraya las mutuas dependencias entre los seres vivos y otras especies en la Tierra y que redefine lo que entendemos por “natural” o "artificial" para pasar de un paradigma centrado en los seres humanos a uno centrado en el cuidado de todas las formas de vida, sin dejar de considerar los primeros como partes de esa trama de la vida presente en la biósfera, el planeta tierra.
Desde estas iniciativas emergentes se entiende los hábitats de los humanos y otros animales como una red que une los ecosistemas "naturales" del ambiente y los tecnosistemas "artificiales" del ambiente construido, mostrando el carácter natural de ambos:
Las culturas humanas con un alto grado de desarrollo urbano y tecnológico se enfrentan a una crisis de conectividad con la misma naturaleza que les proporciona sus servicios ecosistémicos, amenazando su sostenibilidad en diferentes escalas espaciales y temporales. Los habitantes de estas culturas suelen vivir en grandes ciudades contemporáneas alejadas de la vida rural y del campo. Esta noción de los servicios ecosistémicos de la naturaleza proviene de un paradigma antropocéntrico que entiende al ser humano y su ambiente construido como algo artificial, interpretado como antinatural.
El proceso civilizatorio de estas sociedades humanas que han separado naturaleza y cultura, biología y cognición, ecología y tecnología, entre otras, se enfrenta a problemas ambientales complejos que requieren reconectar estas realidades. Iniciativas globales de movimientos ecológicos como la Ecología Profunda de Fritjof Capra, y Arne Næss combinadas con nuevos hallazgos de investigación en ecología humana, pueden proporcionar un marco para abordar esta crisis. Esta investigación presenta los hábitats de los humanos y otros animales como una red que tiende puentes entre los ecosistemas “naturales” del ambiente y los tecnosistemas “artificiales” del ambiente construido. Para ello, utilizamos el pensamiento sistémico con el fin de desarrollar un nuevo campo de estudio: los estudios tecnosistémicos. En tales estudios, mostramos cómo el hábitat está presente tanto en los sistemas ecológicos como en los tecnológicos al traer terminología de los estudios ecosistémicos, como el concepto de niveles de organización y sus escalas espacio-temporales.

Este conocimiento permite acciones y prácticas que cuidan tanto de la biosfera como de la tecnosfera. La biosfera, a veces llamada ecosfera, es el conjunto de sistemas ecológicos naturales (i. e., ecosistemas como los bosques). La tecnosfera es el conjunto de sistemas tecnológicos “artificiales” (i. e., tecnosistemas como las ciudades). También conocidos como tecnoecosistemas. Finalmente, esta propuesta nos permite pasar de un paradigma egocéntrico/antropocéntrico a un paradigma ecocéntrico/biocéntrico, constituyendo las bases de una Ecología Humana Profunda, una rama del conocimiento que reconcilia naturaleza y cultura. 
Estas propuestas epistemológicas de Marín y otros construyen sobre los trabajos de Capra en Pensamiento Sistémico y los del ecólogo Zev Naveh en los 2000, sobre los tecnoecosistemas, que Eugene P. Odum y Gary W. Barrett categorizaron como "un caso especial de los ecosistemas" observable en las poblaciones humanas. Como se comenta en el libro La visión sistémica del ambiente construido por Marín y colegas "una ecología humana es aquella que reconoce las características y variables que se derivan de la dimensión socio-cultural —que solo suele encontrarse en los grupos humanos—, y que a su vez las integra junto con las dimensiones presentes en el resto de la naturaleza y los seres vivos: lo físico-espacial y lo biológico-ambiental. Una ciencia y una práctica de este tipo no aísla al humano de su realidad natural, pero tampoco lo reduce únicamente a lo instintivo; una visión ecológica del humano requiere del estudio de todas las esferas de la vida humana" 
En este sentido, la ecología profunda es uno de esos campos en los que se concilian las ciencias naturales y sociales al modo en que Edward O. Wilson planteó al exponer la necesidad de conectar de nuevo las ciencias en sus diferentes campos del conocimiento, en su obra Consilience.